# Empire Awards
Desde 1995, a revista Empire — revista britânica sobre filmes que mais vende — tem organizado anualmente o Empire Movie Awards. Eles eram patrocinados pela Sony Ericsson até 2009 e são agora patrocinados por Jameson. Os vencedores são escolhidos pelos leitores da revista.

## Categorias Premiadas
As categorias premiadas são:
- Melhor Ator Britânico
- Melhor Atriz Britânica
- Melhor Filme Britânico
- Melhor Debutante (até 2002)
- Melhor Novato (começando em 2003)
- Melhor Ator
- Melhor Atriz
- Melhor Diretor
- Melhor Filme
- Empire Lifetime Achievement Award (até 2003)
- Empire Career Achievement Award (2004)
- Melhor Diretor Britânico (1997–2001)
- Empire Inspiration Award (1997, 1999, 2001, 2002)
- Empire Movie Masterpiece (1999, 2000)
- Special Award for Contribution to Cinema (2000)
- Empire Independent Spirit Award (começando em 2002)
- Sony Ericsson Best Scene (começando em 2003)

## Edições Passadas
- Empire Awards 2017
- Empire Awards 2018